# 板桥集镇
板桥集镇，是中华人民共和国安徽省亳州市蒙城县下辖的一个乡镇级行政单位。

## 行政区划
板桥集镇下辖以下地区：
板桥村、瓦埠村、关庙村、陶袁村、刘圩村、方刘村、桂光村、大付村、集南村、大苑村、双鹿村、白园村、新三关村、李楼村、乌集村和和平村。